# اریحا (فیلم ۱۹۳۷)
اریحا (انگلیسی: Jericho) فیلمی در ژانر درام است که در سال ۱۹۳۷ منتشر شد. از بازیگران آن می‌توان به پل رابسون، هنری ویلکاکسن، جان لوری، پیتر گاثورن و والاس فورد اشاره کرد.